# Джордан, Монтана
Монта́на Джо́рдан (англ. Montana Jordan; род. 8 марта 2003 года, Лонгвью, Техас, США) — американский актёр, наиболее известный по роли Джорджа «Джорджи» Купера-мл. в сериале «Детство Шелдона» и его спин-оффе «Первый брак Джорджи и Мэнди».

## Ранние годы
Джордан родился 8 марта 2003 года в Лонгвью, штат Техас, в семье Келли Пирэтт Смит, учительницы начальных классов, и Тони Джордана. Он самый младший из трёх детей, у него есть две старшие сестры — Кейтлли и Джейден Джордан. Джордан вырос в небольшом городке Ор Сити, штат Техас.
Джордан учился в начальной школе Ore City Elementary School, где преподавала его мать, а затем в средней школе Ore City Middle School. В школьные годы он играл в местной команде по американскому футболу «Ore City Rebels».

## Карьера
Карьера Джордана началась в 2015 году, когда в возрасте 12 лет его мать предложила ему пройти прослушивание на роль в фильме с Джошем Бролином в главной роли. Несмотря на отсутствие актёрского опыта, Джордан вместе с семьёй отправился в Ашвилл, штат Северная Каролина, и был выбран из более чем 10 000 претендентов на роль Джейдена, сына героев Бролина и Кэрри Кун, в фильме «Наследие охотника на белохвостого оленя». Для роли Джордан освоил игру на акустической гитаре. Премьера фильма прошла на фестивале South by Southwest в марте 2018 года, а в июле он стал доступен на Netflix.
После успешного дебюта Джордан вместе с матерью отправился в Лос-Анджелес, где 14-летний актёр прошёл прослушивание на роль Джорджа «Джорджи» Купера-младшего, брата Шелдона Купера, в комедийном сериале CBS «Детство Шелдона», приквеле «Теории большого взрыва». Эта роль принесла ему номинацию на премию «Молодой актёр» в 2018 году в категории «Лучший молодой актёр второго плана в телесериале». Сериал выходил с 2017 по 2024 год, завершившись седьмым сезоном, премьера которого состоялась 15 февраля 2024 года.
В 2018 году Монтана появился в роли Джорджи Купера в эпизоде "The VCR Illumination" 12-го сезона сериала «Теории большого взрыва».
В январе 2024 года было объявлено о разработке спин-оффа «Детство Шелдона» под названием «Первый брак Джорджи и Мэнди», посвящённый семейной жизни его персонажа. Премьера первого эпизода состоялась 17 октября 2024 года, а 20 февраля 2025 года сериал был продлён на второй сезон.

## Личная жизнь
С детства Джордан увлекается охотой и мотокроссом. 
С 2021 года Джордан состоит в отношениях с Дженной Уикс. Они начали встречаться ещё в старшей школе. 21 мая 2024 года у пары родилась дочь Эмма Рэй Джордан. В январе 2025 года Джордан сделал предложение Уикс, а 21 июня 2025 года они поженились в поместье Dove Hollow Estate в Техасе. На свадьбе присутствовали около 200 гостей, включая коллег Джордана по сериалу «Детство Шелдона», таких как Эмили Осмент и Рэйган Реворд.
В настоящее время Джордан и Уикс проживают в городе Ор Сити, штат Техас.

## Фильмография
| Год          |   | Русское название                        | Оригинальное название                 | Роль                       |
| ------------ | - | --------------------------------------- | ------------------------------------- | -------------------------- |
| 2018         | ф | Наследие охотника на белохвостого оленя | The Legacy of a Whitetail Deer Hunter | Джейден Фергусон           |
| 2018         | с | Теория Большого взрыва                  | The Big Bang Theory                   | Джордж "Джорджи" Купер-мл. |
| 2017—2024    | с | Детство Шелдона                         | Young Sheldon                         | Джордж "Джорджи" Купер-мл. |
| 2024 — н. в. | с | Первый брак Джорджи и Мэнди             | Georgie & Mandy’s First Marriage      | Джордж "Джорджи" Купер-мл. |

## Награды и номинации
| Год  | Награда                | Категория                                        | Работа          | Результат |
| ---- | ---------------------- | ------------------------------------------------ | --------------- | --------- |
| 2018 | Премия «Молодой актёр» | Лучший молодой актёр второго плана в телесериале | Детство Шелдона | Номинация |